# Lycianthes pauciflora
Lycianthes pauciflora är en potatisväxtart som först beskrevs av Vahl, och fick sitt nu gällande namn av Friedrich August Georg Bitter. Lycianthes pauciflora ingår i Himmelsögonsläktet som ingår i familjen potatisväxter. Inga underarter finns listade i Catalogue of Life.

## Bildgalleri

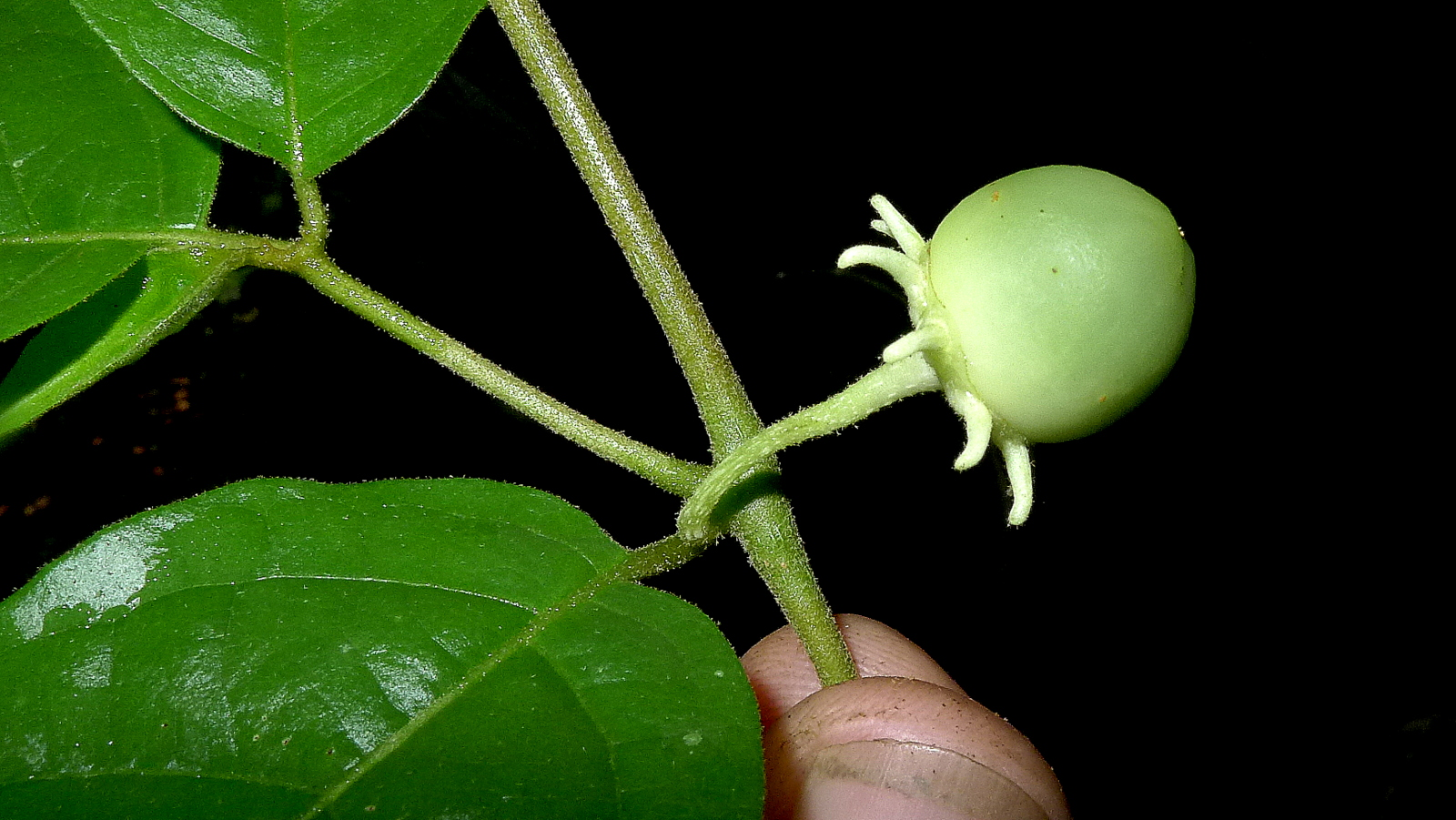
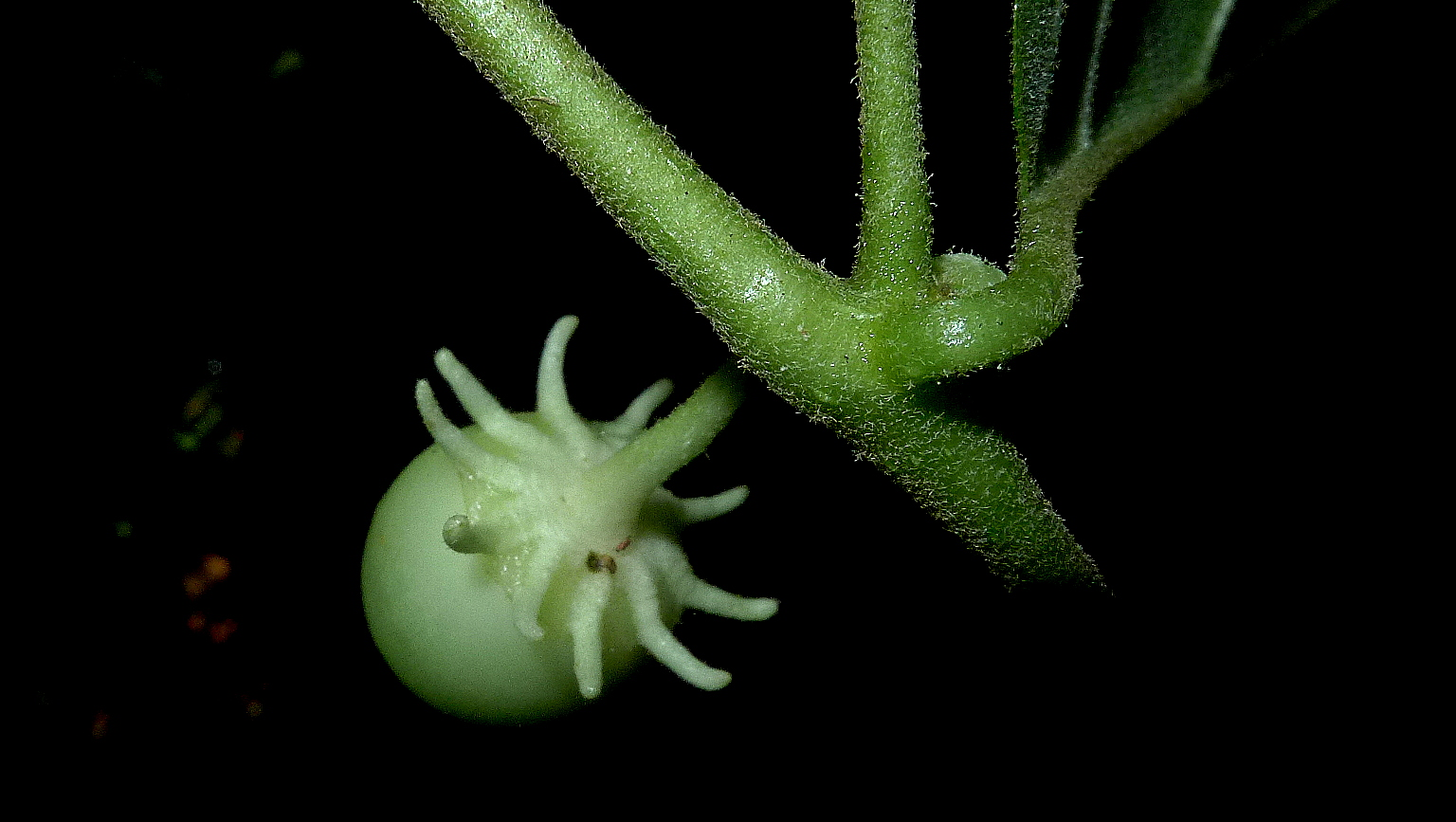
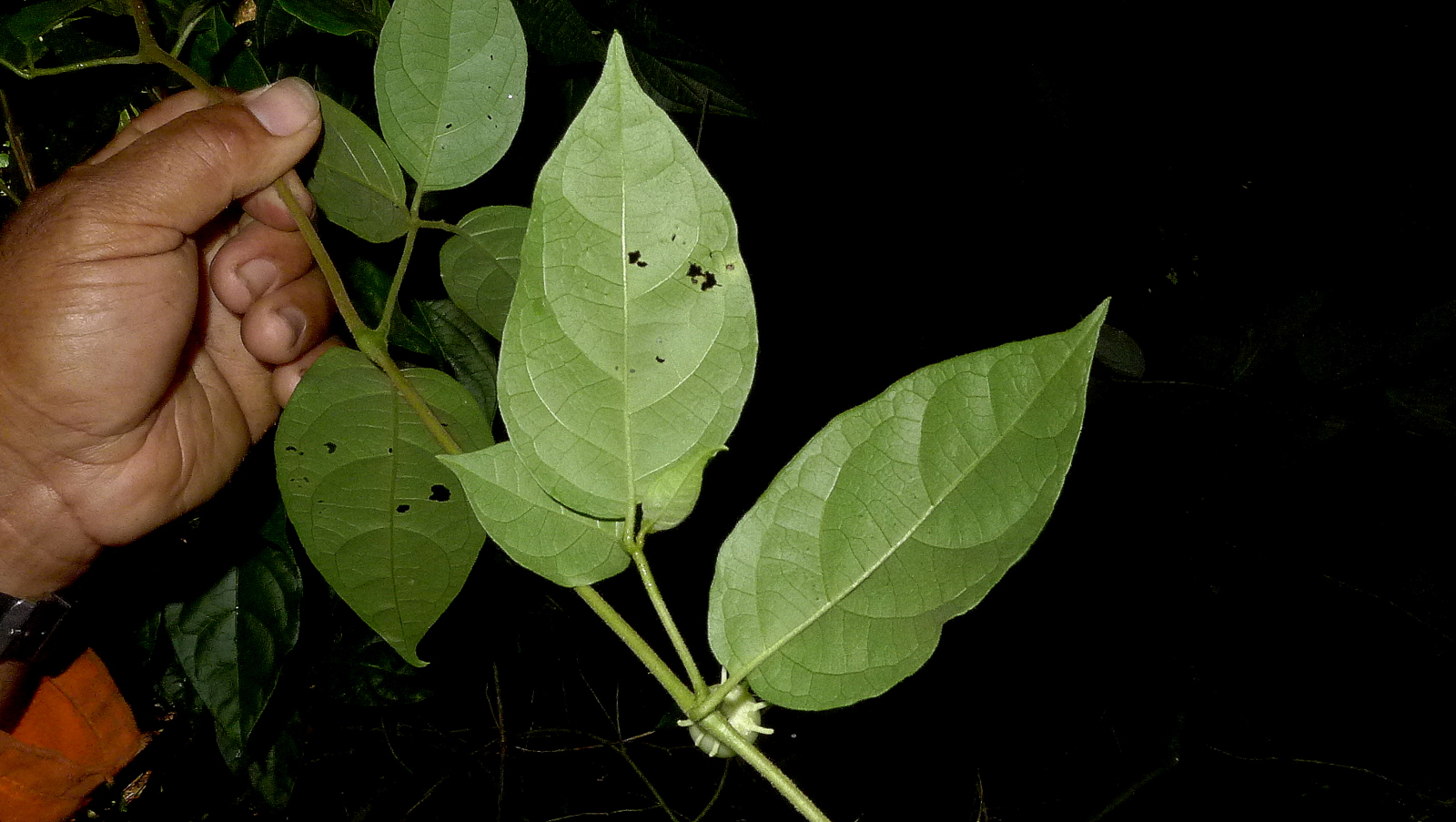
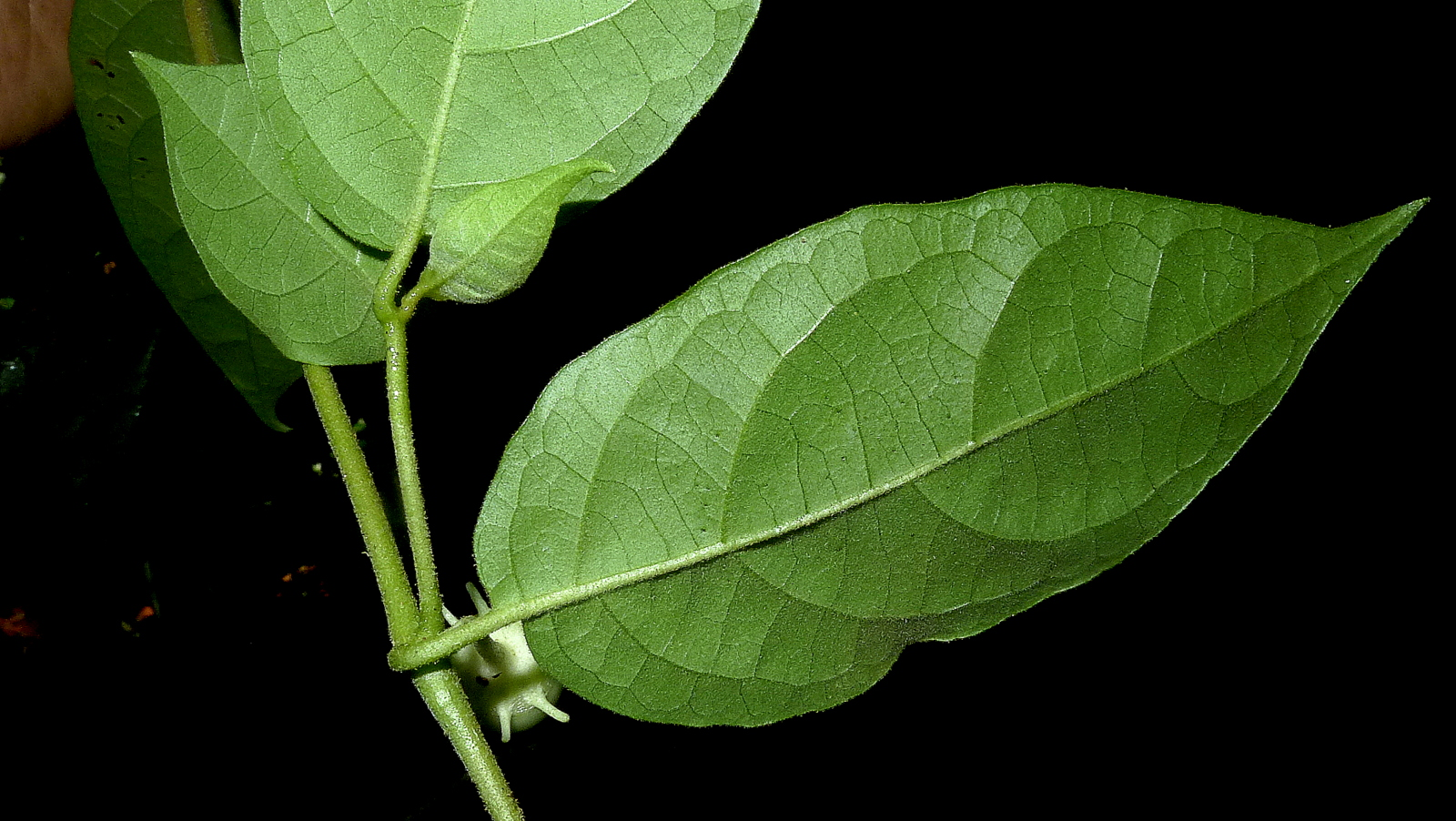
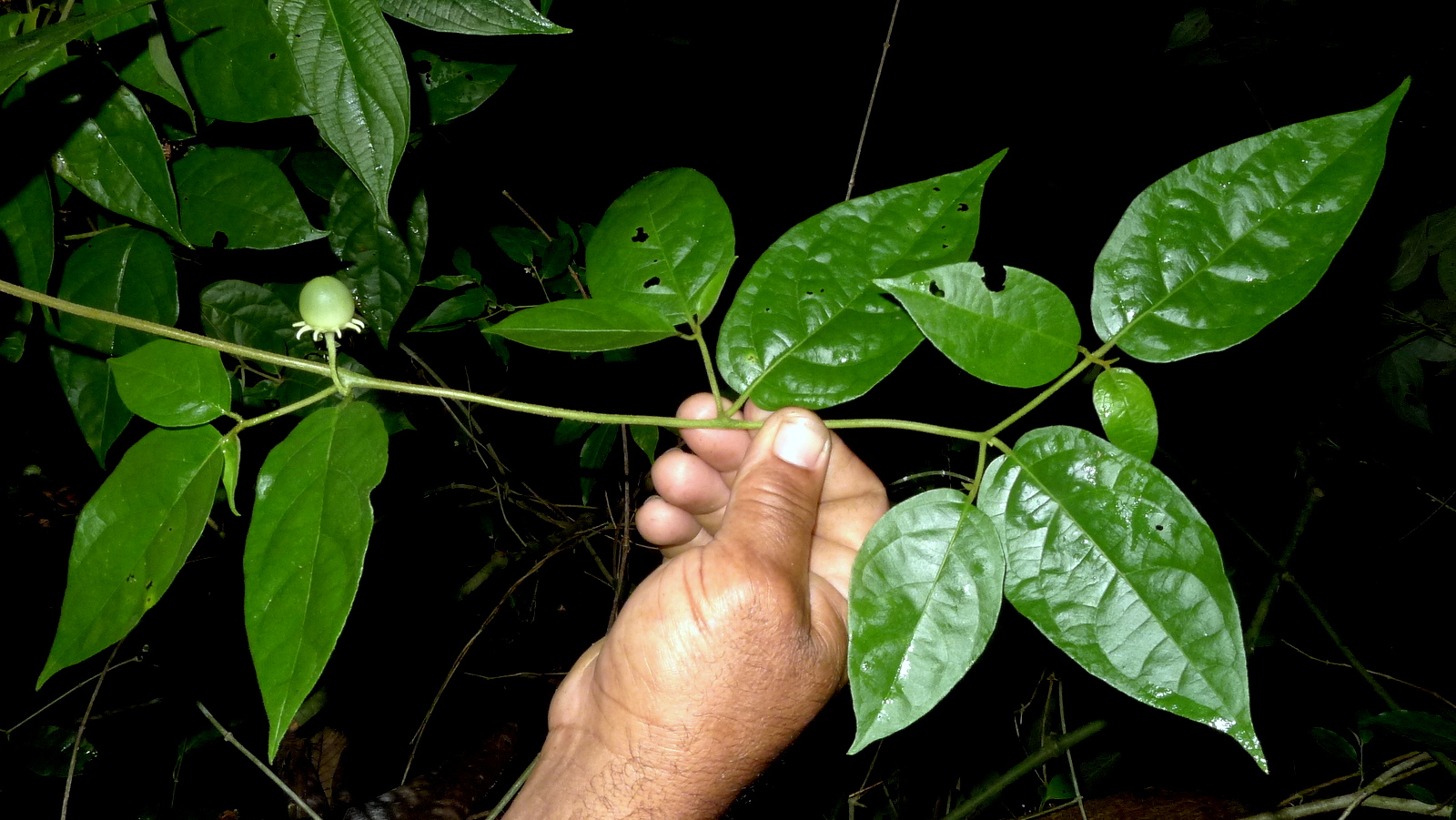
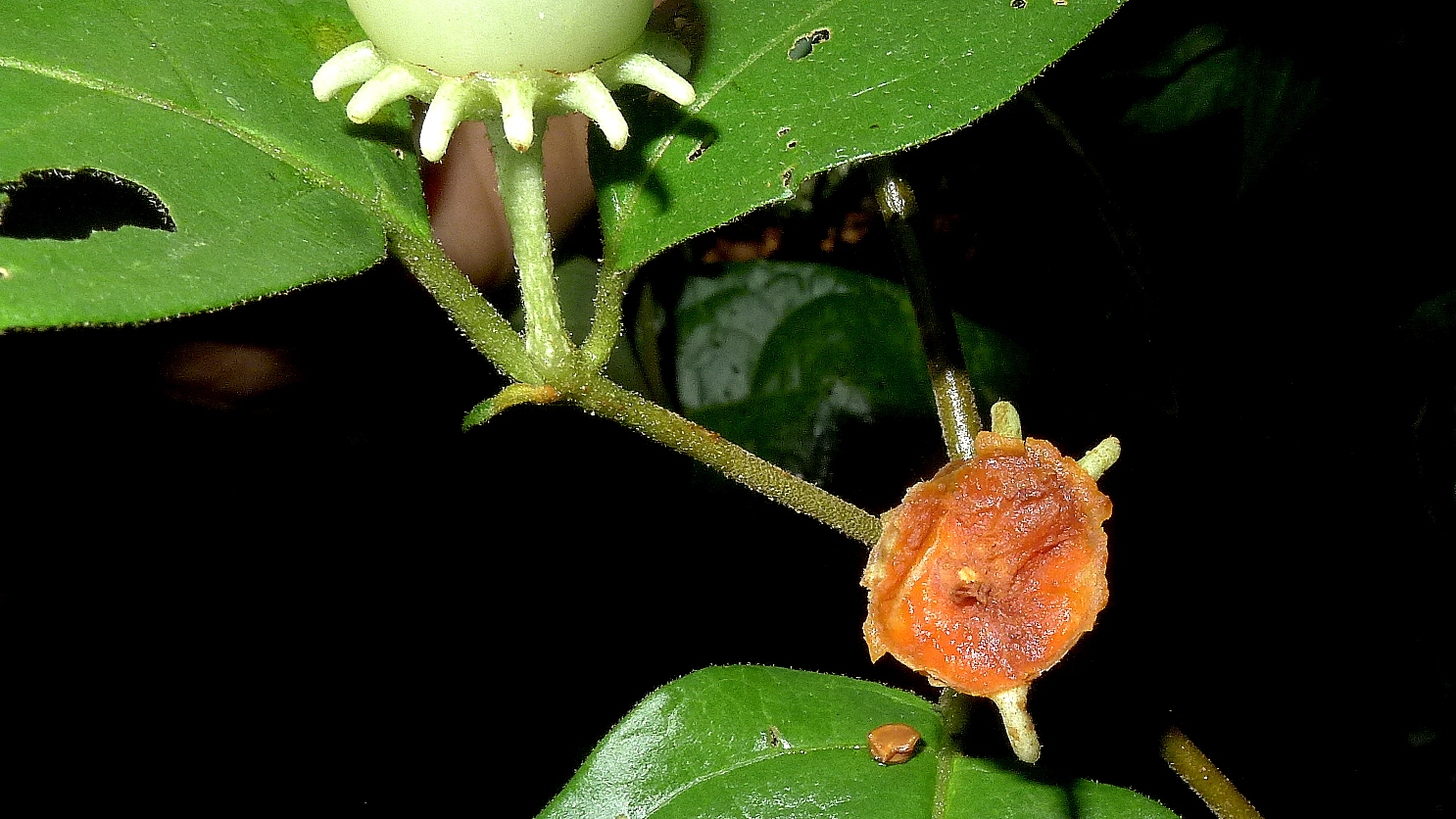